# François de Fortia d'Urban
Pour les articles homonymes, voir Fortia.
 (janvier 2015).
Si vous disposez d'ouvrages ou d'articles de référence ou si vous connaissez des sites web de qualité traitant du thème abordé ici, merci de compléter l'article en donnant les références utiles à sa vérifiabilité et en les liant à la section « Notes et références ».
François de Fortia d’Urban, homme de guerre français du XVIIe siècle, né en mai 1631, mort en février 1701, a servi dans le régiment de la marine et combattu de place en place au gré de l’agenda géopolitique de son temps, fut aussi chargé de gouverner Mont-Louis durant vingt ans, de 1679 jusqu’à sa mort.

## Biographie
Seigneur d’Urban dont il fit hommage à la chambre apostolique en 1657 lors de la mort de son père. Il fut aussi seigneur des Tourettes et commença à servir en 1651 dans l’armée du roi de France, ayant été reçu cette année, capitaine dans le régiment de la marine, par la démission que son frère Louis II fit de sa compagnie en sa faveur.
La première occasion où il se trouva, dès le 2 juillet 1652, fut le combat du faubourg Saint-Antoine de Paris, où l’on vit s’affronter Turenne et le Grand Condé. François y fut blessé en donnant des marques de sa valeur. Il se trouva ensuite au siège d’Étampes, et à celui de Stenay où il fut blessé. Au forcément des lignes d’Arras,, au siège de Montmédy où il reçut un coup de mousquet qui lui cassa le bras,, à celui de Dunkerque,, à la bataille des Dunes,, au siège de Gravelines,, où le roi sur le champ de bataille à la tête de l’armée, lui donna la lieutenance-colonnelle du régiment de monseigneur le comte de Vermandois. 
Il continua de servir dans toutes les armées, et surtout dans celle que commandait le maréchal de Turenne, qui l’employait beaucoup et l’honorait de son estime. Ce général crut même devoir en instruire Louis XIV et l’assura qu’il n’avait point de meilleur officier d’infanterie dans ses troupes, ce qui engagea le prince à lui donner le commandement de Marsal, menacé d’être assiégée. 
Le roi le fit ensuite major de brigade ou brigadier pour aller servir dans son armée de Catalogne, lui donnant un ordre pour commander dans toutes les places qui seraient assiégées en Roussillon. Cette marque de confiance étant d’autant plus flatteuse que c’est le premier ordre de ce genre qui ait été expédié. François de Fortia commanda ensuite le régiment Dauphin (infanterie), avec lequel il se trouva au siège de Bellegarde, (au-dessus du Perthus) et à celui de Puigcerdà,, où il se distingua à la tête de ce corps. Il ne bougea de la tranchée pendant 29 jours que dura ce second siège, remplissant les fonctions d’ingénieur avec la plus grande capacité,.
Après qu’il eut terminé, il fut mis en garnison dans la place à la tête du régiment de Sault pour y commander jusqu’à ce que le roi y eut pourvu. Il en eut le commandement de cette manière et reçut ordre d’y miner tous les bastions. Il fait faire plus de 300 fourneaux et les fortifications de la ville sautèrent avant la conclusion de la paix,. 
Dès 1675, Louis XIV, satisfait de  ses services dans les différents postes qu’il avait remplis, et considérant que sa famille avait autrefois possédé en Catalogne des biens considérables, lui avait accordé la confiscation des bourgs et terres de Fortia et Fortianès, qui ne sont qu’à une lieue de Roses et les lui avait inféodés. Il commanda une brigade de six bataillons sous le maréchal de Navailles en juillet 1677, à une affaire dans l’Ampourdan où 4 000 à 5 000 Espagnols furent taillés en pièces. 
Ses services ne restèrent pas sans récompense ; après la paix conclue en 1679, Louis XIV ayant reconnu combien il importait d’avoir une place forte en Cerdagne, ordonna qu’on construisit une ville et citadelle qu’il fit appeler Mont-Louis,. Ce prince lui en confia le gouvernement, sur le pied des grands de 12 000 Français, avec ordre de donner tous les soins pour la construction de cette place, nécessaire à la sûreté du Roussillon et d’une partie du Languedoc. Il en jouit jusqu’à sa mort,. Il se trouva en dernier lieu au siège de Roses où il accompagna le maréchal de Noailles, qui investit la place le 28 mai 1693. François de Fortia contribua de son mieux à la réduction de cette place dont il connaissait les fortifications. Elle capitula le 9 juin 1693 et ne fut rendue qu’à la paix de Ryswick, en 1697. 
Quoique François de Fortia n’eut jamais été employé précisément comme ingénieur, il avait un talent marqué pour défendre les places de guerre. Il était aussi très intelligent pour la conduite des convois. Il connaissait parfaitement cette guerre de chicane que les détachements des armées se font dans des pays coupés par des montuosités et des défilés. Monsieur de Louvois estimait beaucoup Monsieur d’Urban, c’est ainsi qu’il l’appelait, et le roi lui témoigna par l’ordre de Saint-Louis qu’il lui donna lors de sa création en 1693, l’opinion qu’il avait de sa valeur et de sa capacité.